# Rowland (Carolina del Nord)
Rowland è un comune degli Stati Uniti d'America, situato in Carolina del Nord, nella contea di Robeson.